# Barousse
Pour l’article homonyme, voir Barousse (fromage).
La Barousse est une vallée pyrénéenne de moyenne montagne dans le Sud-Ouest de la France, comprenant la vallée de l'Ourse, un affluent gauche de la Garonne, dans le département des Hautes-Pyrénées. Le territoire de la Barousse intègre également la petite vallée de Siradan. Ce terroir est géographiquement et économiquement très lié à l'arrondissement de Saint-Gaudens, dans la proche Haute-Garonne.
Les principales cités sont Loures-Barousse et Mauléon-Barousse.

## Toponymie
Son nom, d'un gascon pré-latin Barroça, est basé sur la racine basque ibar qui signifie « vallée » et d’une variante fermée du suffixe toponymique -oç[réf. nécessaire]. D'autres[Qui ?] ont proposé d'y voir le nom « Ourse » de la rivière.
Le fond linguistique basque est bien perceptible au travers de toponymes comme l'Ourse, Loures-Barousse, Izaourt, Sarp, Ourde, Esbareich ou Sost.
Une autre étymologie a été proposée, basée sur les formes anciennes du nom de la vallée : vallis Varossa en 1029 et terram de Ursina Valle vers 1100. La formation de ce nom, largement antérieure, repose sur le latin vallis, « vallon, vallée » et sur le nom ancien de la rivière, *Ossa. Cette rivière sera appelée rivus Ursa en 1450 et la vallée elle-même Vallis Ursae en 1214 et vallée d'Ourse en 1688. Par comparaison avec les nombreux noms pyrénéens (y compris basques) du même type Osse, Ousse, Ourse, on comprend que la forme originelle est *Oss-, devenue Ors- / Urs par attraction paronymique du latin ursus, « ours ». Cette forme originelle *oss- est issue de l'indo-européen *ous, « bouche, embouchure, bord». Le nom de la rivière Ourse, unique à l'est du département des Hautes-Pyrénées par rapport aux rivières Ousse sises plus à l'ouest, est du même type hydronymique *ossa qui est devenu Ourse par attraction paronymique. La graphie Barousse est attestée en 1475.
Les Romains ont laissé des noms de domaines comme Antichan, Samuran.
Le gascon est perçu dans les noms de Créchets (petit précipice), Bramevaque (meugle vache), Troubat (trouvé ?) ou Cazarilh (petit hameau).
Le nom d'Ilheu rappelle celui de la vallée d'Ilhéou.

## Géographie

### Topographie
La Barousse correspond principalement au bassin de l'Ourse, au nord-est du mont Né (2 147 m). Elle s'insère entre les vallées de la Pique, à l'est, et celle du Nistos, au nord-ouest. Elle débouche sur la vallée de la Garonne à hauteur de Barbazan. La petite vallée de Siradan, qui rejoint directement la Garonne depuis le plateau de Cazarilh, est également baroussaise, aucun obstacle significatif ne la séparant de la vallée principale.
Fermé en hiver, le port de Balès (1 755 m), couramment emprunté par le Tour de France depuis 2007, permet de rejoindre la vallée d'Oueil dans le Luchonnais, au sud.

### Hydrographie
Le mont Las (1 729 m), au centre de la Barousse, sépare l’Ourse en deux affluents : l’Ourse de Sost et l’Ourse de Ferrère. Les deux torrents confluent à Mauléon-Barousse, l'Ourse passe alors entre le mont Sacon à l’ouest et la montagne de Gert à l’est.

### Géologie
Il y a 50 000 à 60 000 ans, la vallée a été envahie par le glacier de la Garonne comme en témoignent d'imposants dépôts glaciaires qui ont créé un étranglement à mi-vallée : le verrou de Troubat.
La haute vallée est couverte de forêts alors que la partie centrale se prête bien aux prairies. Le paysage karstique nous donne à apprécier le gouffre de Saoule dans lequel l'Ourse de Ferrère plonge en cascades.
Le calcaire dolomitique était extrait d'anciennes carrières à Thèbe. À l’ouest du mont Sacon, le minerai de magnésium était extrait pour alimenter l’usine métallurgique de Marignac qui a fermé définitivement en 2009. La carrière est de nouveau exploitée depuis quelques années[précision nécessaire].
La vallée est présentée comme le pays des sources tant celles-ci sont nombreuses et abondantes. Certaines sont captées pour l'approvisionnement en eau potable du sud de la Haute-Garonne et d'une partie du Gers.

### Climat
Territoire forestier très verdoyant, la Barousse reçoit des précipitations qui butent dès les premiers contreforts en créant différents micro-climats.

### Faune et flore
Par endroits, une végétation particulière peut être favorisée, comme les chênes-verts à Bagiry et à Bertren. En outre, la pluviométrie permet une forte croissance de la forêt et son extension.

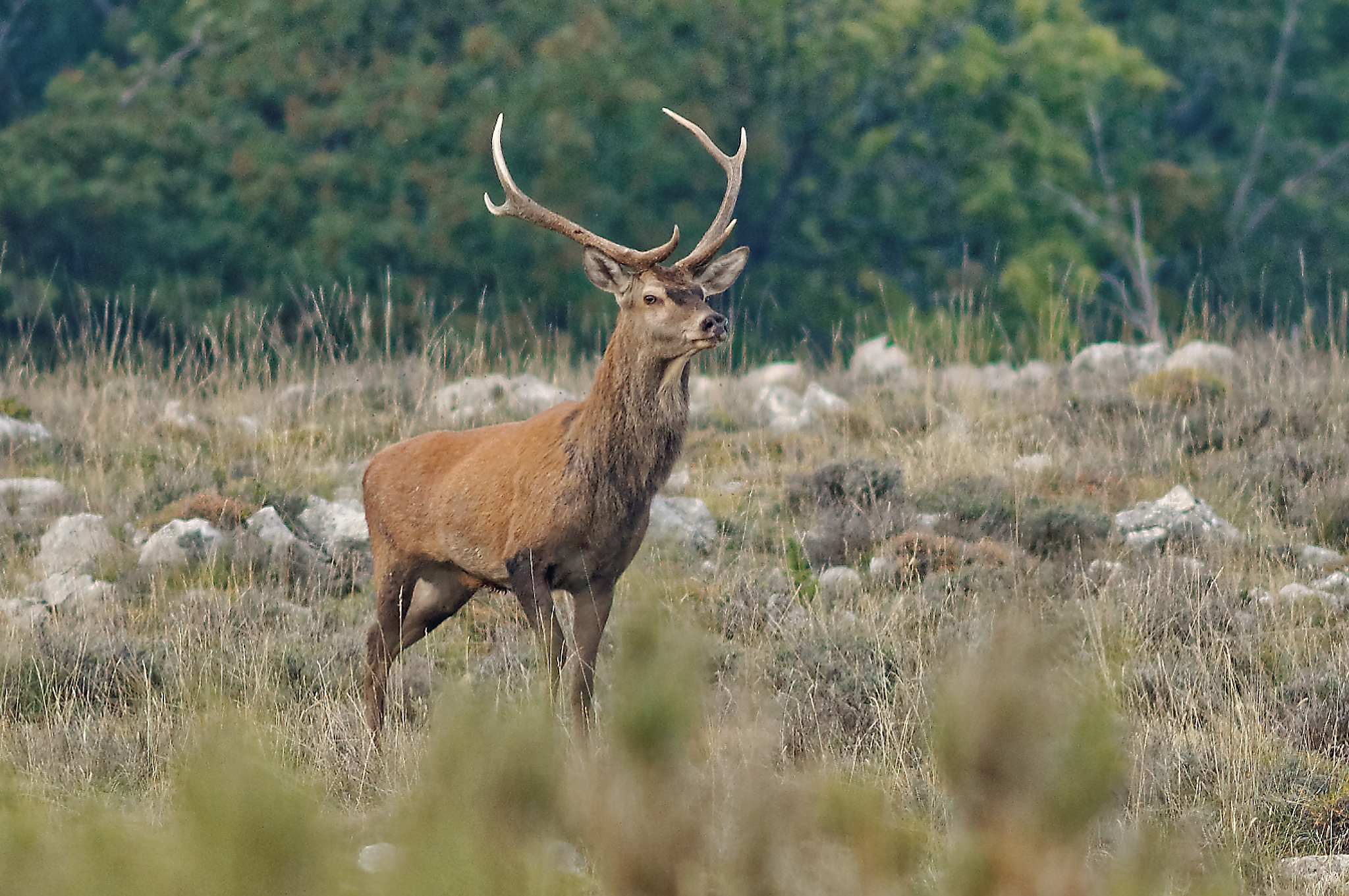
La Barousse, une des plus importantes concentrations de cerfs en France.

Profitant des vastes forêts, le cerf est l'animal emblématique de la vallée. Il a été introduit en 1958 en provenance de la forêt de Chambord et a prospéré. De nombreux naturalistes, ou encore des groupes de curieux encadrés par des accompagnateurs expérimentés, arrivent entre la mi-septembre et la mi-octobre pour entendre le brame du cerf en rut.

### Communes

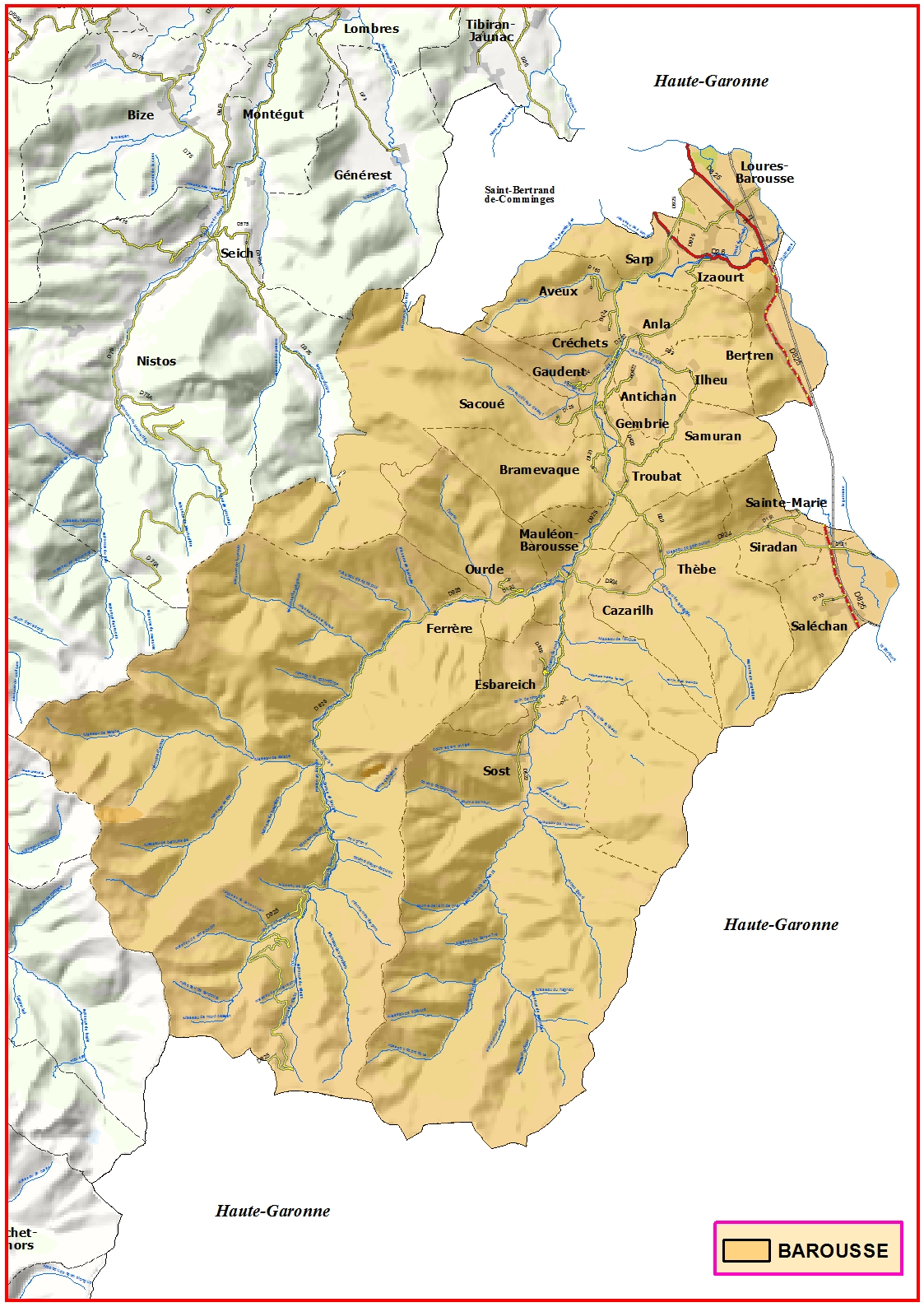
Barousse.

| Nom              | Code Insee | Intercommunalité  | Superficie (km2) | Population (dernière pop. légale) | Densité (hab./km2) |
| ---------------- | ---------- | ----------------- | ---------------- | --------------------------------- | ------------------ |
| Anla             | 65012      | CC Neste Barousse | 2,85             | 82 (2022)                         | 29                 |
| Antichan         | 65014      | CC Neste Barousse | 1,19             | 40 (2022)                         | 34                 |
| Aveux            | 65053      | CC Neste Barousse | 3,08             | 41 (2022)                         | 13                 |
| Bertren          | 65087      | CC Neste Barousse | 2,66             | 155 (2022)                        | 58                 |
| Bramevaque       | 65109      | CC Neste Barousse | 3,77             | 30 (2022)                         | 8                  |
| Cazarilh         | 65139      | CC Neste Barousse | 3,06             | 58 (2022)                         | 19                 |
| Créchets         | 65154      | CC Neste Barousse | 0,97             | 46 (2022)                         | 47                 |
| Esbareich        | 65158      | CC Neste Barousse | 8,68             | 79 (2022)                         | 9,1                |
| Ferrère          | 65175      | CC Neste Barousse | 57,56            | 38 (2022)                         | 0,66               |
| Gaudent          | 65186      | CC Neste Barousse | 1,57             | 38 (2022)                         | 24                 |
| Gembrie          | 65193      | CC Neste Barousse | 1                | 91 (2022)                         | 91                 |
| Ilheu            | 65229      | CC Neste Barousse | 2,01             | 53 (2022)                         | 26                 |
| Izaourt          | 65230      | CC Neste Barousse | 2,41             | 257 (2022)                        | 107                |
| Loures-Barousse  | 65287      | CC Neste Barousse | 2,16             | 653 (2022)                        | 302                |
| Mauléon-Barousse | 65305      | CC Neste Barousse | 5,49             | 103 (2022)                        | 19                 |
| Ourde            | 65347      | CC Neste Barousse | 5,6              | 48 (2022)                         | 8,6                |
| Sacoué           | 65382      | CC Neste Barousse | 13,14            | 84 (2022)                         | 6,4                |
| Sainte-Marie     | 65391      | CC Neste Barousse | 0,28             | 59 (2022)                         | 211                |
| Saléchan         | 65398      | CC Neste Barousse | 4,1              | 243 (2022)                        | 59                 |
| Samuran          | 65402      | CC Neste Barousse | 2,55             | 26 (2022)                         | 10                 |
| Sarp             | 65407      | CC Neste Barousse | 1,82             | 106 (2022)                        | 58                 |
| Siradan          | 65427      | CC Neste Barousse | 2,74             | 287 (2022)                        | 105                |
| Sost             | 65431      | CC Neste Barousse | 32,05            | 99 (2022)                         | 3,1                |
| Thèbe            | 65441      | CC Neste Barousse | 7,6              | 91 (2022)                         | 12                 |
| Troubat          | 65453      | CC Neste Barousse | 2,79             | 75 (2022)                         | 27                 |

## Histoire
La grotte de Troubat témoigne d'un peuplement ancien. Des fouilles ont révélé des silex, des harpons, un propulseur, des sagaies en bois de cervidés, datant de 15000 à 8000 av. J.-C. On y a découvert de nombreux restes d'escargots qui étaient utilisés comme réserve alimentaire par les Pyrénéens de l'époque. C'est aussi une grotte ornée de façon modeste.
Au Moyen Âge, la Barousse se détache du Comminges pour rejoindre le comté d'Aure et former le pays des Quatre-Vallées.
En 1848, la Barousse est le théâtre d'une révolte. Déclenchée par la chute de Louis-Philippe et l'avènement de la Deuxième République, cette insurrection trouve son origine à Sost. Les habitants, armés de divers instruments, expriment leur désaccord face à la remise en question des droits traditionnels d'usage des ressources forestières. La réponse de l'armée et des gendarmes quatre jours plus tard est brutale, entraînant la dispersion des insurgés et l'arrestation de 98 d'entre eux,.

## Activités

### Usine d'embouteillage de l'eau
Créée en mars 1993 sur la commune de Ferrère à l'initiative du Syndicat des eaux Barousse - Comminges - Save, l'usine d'embouteillage des eaux de la source Sainte-Nérée a connu une montée en puissance jusqu'en 1995 avec 25 millions de bouteilles produites par an commercialisées sous le nom de Canyon. Elle a employé jusqu'à 25 salariés, devenant le plus important employeur de cette vallée peu peuplée. La ressource étant devenue instable, elle a fermé en juillet 2009. Une nouvelle ouverture de l'usine, bien entretenue et basée à Sarp, était à l'étude en 2015.

### Un fromage caractéristique de la vallée
Fabriqué au lait cru de brebis ou de vache ou du mélange des deux laits, le fromage de Barousse est produit dans plusieurs villages de la vallée dont le plus connu pour cette production est Sost.

### Carrières de marbre
La vallée de la Barousse est riche de différentes variétés de marbre. De nombreuses carrières étaient exploitées dans le passé. La commune de Sost avait des carrières de trois variétés de marbre, blanc, rose et gris marbré de rose et jaune. Les autres communes ayant eu une carrière de marbre sont Anla, Sacoué, Sarp, Gembrie, Izaourt, Saint-Nérée, Mauléon-Barousse, Troubat, Bramevaque et Ferrère.
Les sculptures les plus célèbres réalisées avec le marbre de la vallée de la Barousse sont :
- le buste de Madame de Pompadour, par Jean-Baptiste Pigalle (1748 - 1751), marbre de Sost, exposée au Metropolitan Museum of Art à New York ;
- le tombeau de Markos Botzaris, héros grec de la guerre d'indépendance (1821-1823), sculpture de David d'Angers en marbre blanc de Sost, exposée au Musée national d'Athènes (Grèce) ;
- le retable majeur de la cathédrale d'Auch (Gers), colonnes en marbre noir fouetté de blanc provenant d'Izaourt ;
- la cheminée de la mairie de Valentine en marbre de Gembrie ;
- la cheminée de l'appartement de Napoléon III en marbre de Troubat exposée au musée du Louvre à Paris.

### Protection environnementale
Avec une faible pression humaine, la Barousse, notamment dans sa partie haute, est un territoire où l'environnement apparaît comme naturellement préservé avec de vastes domaines forestiers sur au moins 40 % de la surface. De nombreuses espèces protégées y trouvent refuge. De ce fait, le massif de la Barousse (au sud de Mauléon-Barousse) et le chaînon du sommet d'Antenac au Cap de Pouy de Hourmiguéle sont reconnus zone naturelle d'intérêt écologique, faunistique et floristique (ZNIEFF), débordant du département des Hautes-Pyrénées jusqu'à la rive gauche de la Pique, en Haute-Garonne.

## Patrimoine architectural et culturel

### Particularisme culturel
La Barousse perpétue une tradition ancestrale dans ses communes : la fête du feu du solstice d'été, partagée seulement dans un nombre limité de localités des Pyrénées centrales en Aragon, Catalogne, dans le Luchonnais et en Andorre.